# Валдипино (Ла Специја)
Валдипино је насеље у Италији у округу Ла Специја, региону Лигурија.
Према процени из 2011. у насељу је живело 212 становника. Насеље се налази на надморској висини од 241 м.